# Liste der Stolpersteine in Heidenau (Nordheide)
In der Liste der Stolpersteine in Heidenau werden die vorhandenen Gedenksteine aufgeführt, die im Rahmen des Projektes Stolpersteine des Künstlers Gunter Demnig (* 1947) bisher in Heidenau verlegt worden sind. Mit ihnen soll an Opfer des Nationalsozialismus erinnert werden, die in Heidenau lebten und wirkten.

## Verlegte Stolpersteine
| Bild                                 | Inschrift, Person | Adresse                                            | Verlegedatum | Anmerkung |
| ------------------------------------ | --- | -------------------------------------------------- | ------------ | --- |
| Stolperstein für Boleslaw Zimakowski | HIER INHAFTIERT BOLESLAW ZIMAKOWSKI JG. 1909 POLNISCHER ZWANGSARBEITER KONFLIKT MIT DEM DIENSTHERRN ÖFFENTLICH GEHÄNGT 27.10.1942 | Hauptstraße Ecke Poststraße in Heidenau (Standort) | 2. Okt. 2021 | Wegen eines Konfliktes mit dem Hofinhaber wurde der Zwangsarbeiter Boleslaw Zimakowski vom Gestapo-Gefängnis Lüneburg zum Tode verurteilt und am 27. Oktober 1942 links am Weg nach Hollinde gehängt. |
| Stolperstein für Wilhelm Bellmann    | HIER WOHNTE WILHELM BELLMANN JG. 1888 VERHAFTET SEPT. 1939 KRITISCHE ÄUSSERUNGEN SACHSENHAUSEN ERMORDET 10.2.1940                 | Hollenstedter Straße 6 in Heidenau (Standort)      | 2. Okt. 2021 | Jahrelang lieferte sich Wilhelm Bellmann erbitterte Auseinandersetzungen mit der Justiz um seinen unter Zwangsverwaltung gestellten Hof. Nach einer Äußerung gegenüber einem Nachbarn, dass der Krieg nicht zu gewinnen sei, wurde er vom Nachbarn denunziert, von der Gestapo Lüneburg abgeholt und in das KZ Sachsenhausen gebracht. Hier verstarb er am 10. Februar 1940 an Lungentuberkulose. |